# プリンキピア (小惑星)
プリンキピア (2653 Principia) は、小惑星帯の小惑星である。ゲーテ・リンク天文台で行なわれたインディアナ小惑星計画で発見された。
アイザック・ニュートンの有名な自然科学の著書、"Philosophiae naturalis principia mathematica"（『自然哲学の数学的諸原理』:『プリンキピア』と略される）にちなんで命名された。